# Depot von Březí (Trhové Sviny)
Das Depot von Březí (auch Hortfund von Březí) ist ein Depotfund der frühbronzezeitlichen Aunjetitzer Kultur aus Březí, einem Ortsteil von Trhové Sviny im Jihočeský kraj, Tschechien. Es datiert in die Zeit zwischen 1800 und 1600 v. Chr. Die erhaltenen Gegenstände des Depots befinden sich heute im Nationalmuseum in Prag.

## Fundgeschichte
Das Depot wurde 1887 beim Steinebrechen in einer Felsspalte entdeckt. Die genaue Fundstelle ist unbekannt.

## Zusammensetzung
Das Depot bestand ursprünglich aus 35 bronzenen Spangenbarren, von denen heute nur noch 30 erhalten sind. Die meisten Barren sind neuzeitlich beschädigt. Die Barren haben zumeist einen ovalen Querschnitt, einen breiten Mittelteil und ausgehölte Enden. Sie haben eine Länge zwischen 280 mm und 290 mm, das Gewicht liegt um 90 g.